# Klub Sportowy Jastrzębski Węgiel 2021-2022
Questa voce raccoglie le informazioni riguardanti il Klub Sportowy Jastrzębski Węgiel nelle competizioni ufficiali della stagione 2021-2022.

## Organigramma societario
Area direttiva
- Presidente: Adam Gorol
- Segreteria: Paulina Jajus

Area tecnica
- Allenatore: Andrea Gardini
- Allenatore in seconda: Nicola Giolito
- Assistente allenatore: Leszek Dejewski

Area comunicazione
- Media: Marcin Fejkiel

Area marketing
- Responsabile marketing: Arkadiusz Modliński

## Rosa
| N° | Nome                   | Ruolo | Data di nascita  | Nazionalità sportiva |
| -- | ---------------------- | ----- | ---------------- | -------------------- |
| 1  | Dawid Dryja            | C     | 21 luglio 1992   | Polonia              |
| 2  | Jan Hadrava            | O     | 3 giugno 1991    | Rep. Ceca            |
| 3  | Jakub Popiwczak        | L     | 17 aprile 1996   | Polonia              |
| 4  | Kamil Strzymszok       | P     | 21 gennaio 2004  | Polonia              |
| 6  | Benjamin Toniutti      | P     | 30 ottobre 1989  | Francia              |
| 7  | Árpád Baróti           | O     | 23 ottobre 1991  | Ungheria             |
| 8  | Stephen Boyer          | O     | 10 aprile 1996   | Francia              |
| 9  | Łukasz Wiśniewski      | C     | 3 febbraio 1989  | Polonia              |
| 11 | Dominik Czerny         | S     | 4 aprile 2003    | Polonia              |
| 13 | Jurij Hladyr           | C     | 8 luglio 1984    | Ucraina              |
| 14 | Eemi Tervaportti       | P     | 26 luglio 1989   | Finlandia            |
| 16 | Bartosz Cedzyński      | C     | 20 dicembre 1990 | Polonia              |
| 17 | Trévor Clévenot        | S     | 28 giugno 1994   | Francia              |
| 18 | Maksymilian Granieczny | L     | 7 luglio 2005    | Polonia              |
| 20 | Wojciech Szwed         | O     | 7 marzo 2000     | Polonia              |
| 21 | Tomasz Fornal          | S     | 31 agosto 1997   | Polonia              |
| 23 | Dominik Rakowski       | O     | 1º novembre 2004 | Polonia              |
| 24 | Szymon Biniek          | L     | 30 luglio 1995   | Polonia              |
| 26 | Rafał Szymura          | S     | 29 agosto 1995   | Polonia              |
| 32 | Jakub Styrnol          | C     | 26 maggio 2003   | Polonia              |
| 95 | Jakub Macyra           | C     | 22 luglio 1995   | Polonia              |